# Mario Adorf
Mario Adorf, nemški filmski igralec švicarskega rodu * 8. september 1930, Zürich, Švica.
Igral je tudi v italijanskih, britanskih in francoskih filmih ter TV-serijah.

## Filmografija
- Noč, ko je prišel hudič (Nachts, wenn der Teufel kam) - 1957
- Lulu - 1962
- Izgubljena čast Katerine Blum (Die verlorene Ehre der Katharina Blum) - 1975
- Pločevinasti boben (Die Blechtrommel) - 1979
- Lola - 1981
- Momo - 1986
- Sveti Frančišek Asiški (Francesco) - 1989
- Rossini - 1997
- Epsteinova noč (Epsteins Nacht) - 2001